# Zemětřesení v jižní Kolumbii 2013
Zemětřesení v jižní Kolumbii 2013 bylo zemětřesení o síle 6,9 stupně momentové škály, ke kterému došlo odpoledne 9. února 2013 v jižní Kolumbii s max. intenzitou V (středně silné) na Mercalliho stupinici. Epicentrum bylo v blízkosti města Yacuanquer a 11 km od města Pasto v jižní Kolumbii. Celkem bylo zraněno 15 lidí a více než 1800 domů bylo poškozeno.